# Версальцы

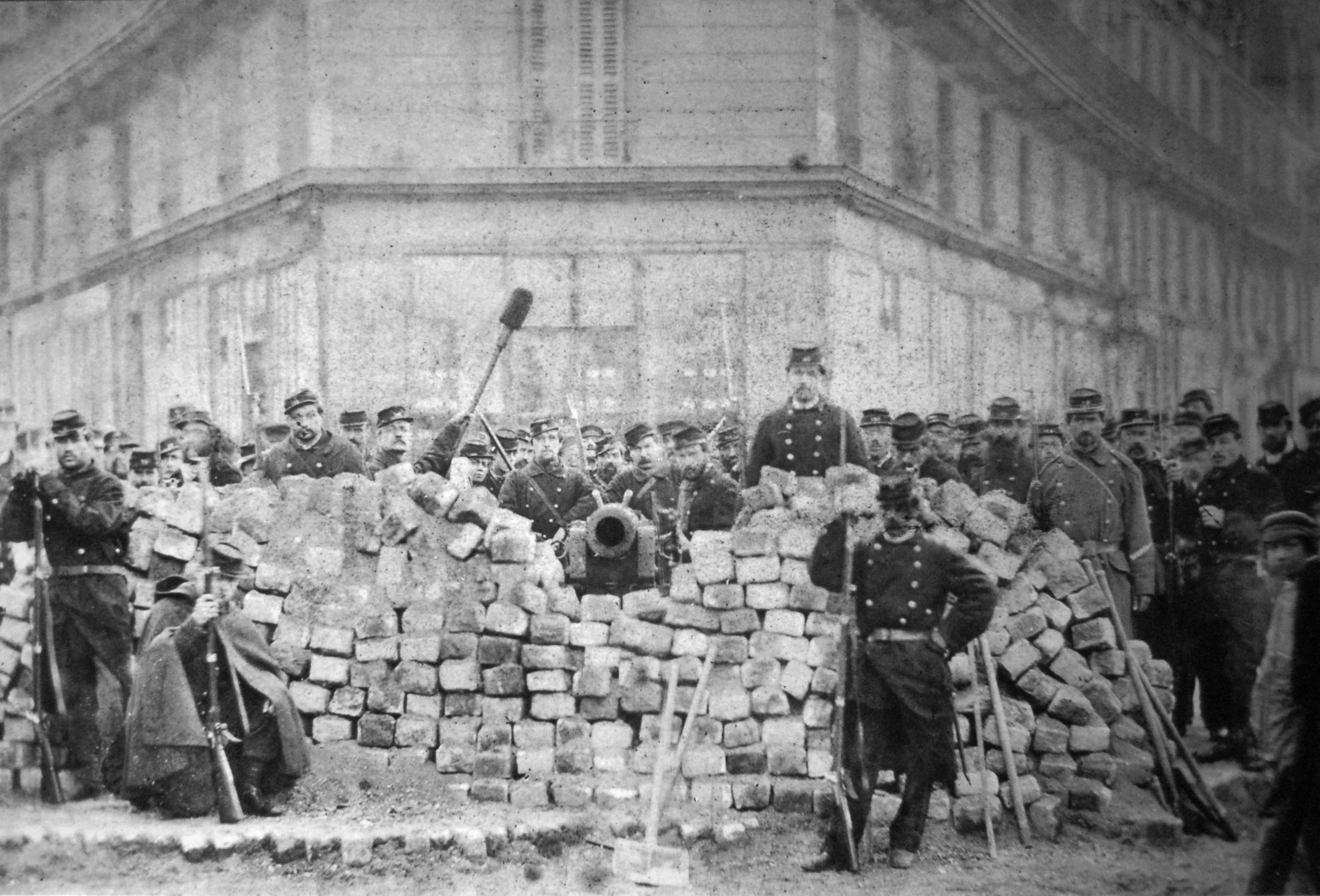
Баррикада на улице Вольтера после занятия Парижа версальцами в ходе Майской кровавой недели (1871 год)

Версальцы — устоявшийся термин, обозначавший в период Парижской Коммуны 1871 года противников революционной Франции, центром которых (с момента бегства из Парижа правительства, бюрократии и армии) являлся Версаль — бывшая резиденция французских королей, расположенная в 18 км от столицы; откуда и название.
В более тесном смысле слова, версальцы — действовавшие против революционного Парижа войска, из которых с начала апреля 1871 года была сформирована 130-тысячная Версальская армия. Костяк для формирования Версальской армии составили военнослужащие, захваченные немцами в плен в ходе Франко-прусской войны. По просьбе правительства Луи Адольфа Тьера Германская империя, которая не желала революционных антимонархических изменений внутри Франции, максимально ускорила возвращение пленных французов на родину.